# Demerara-Zucker

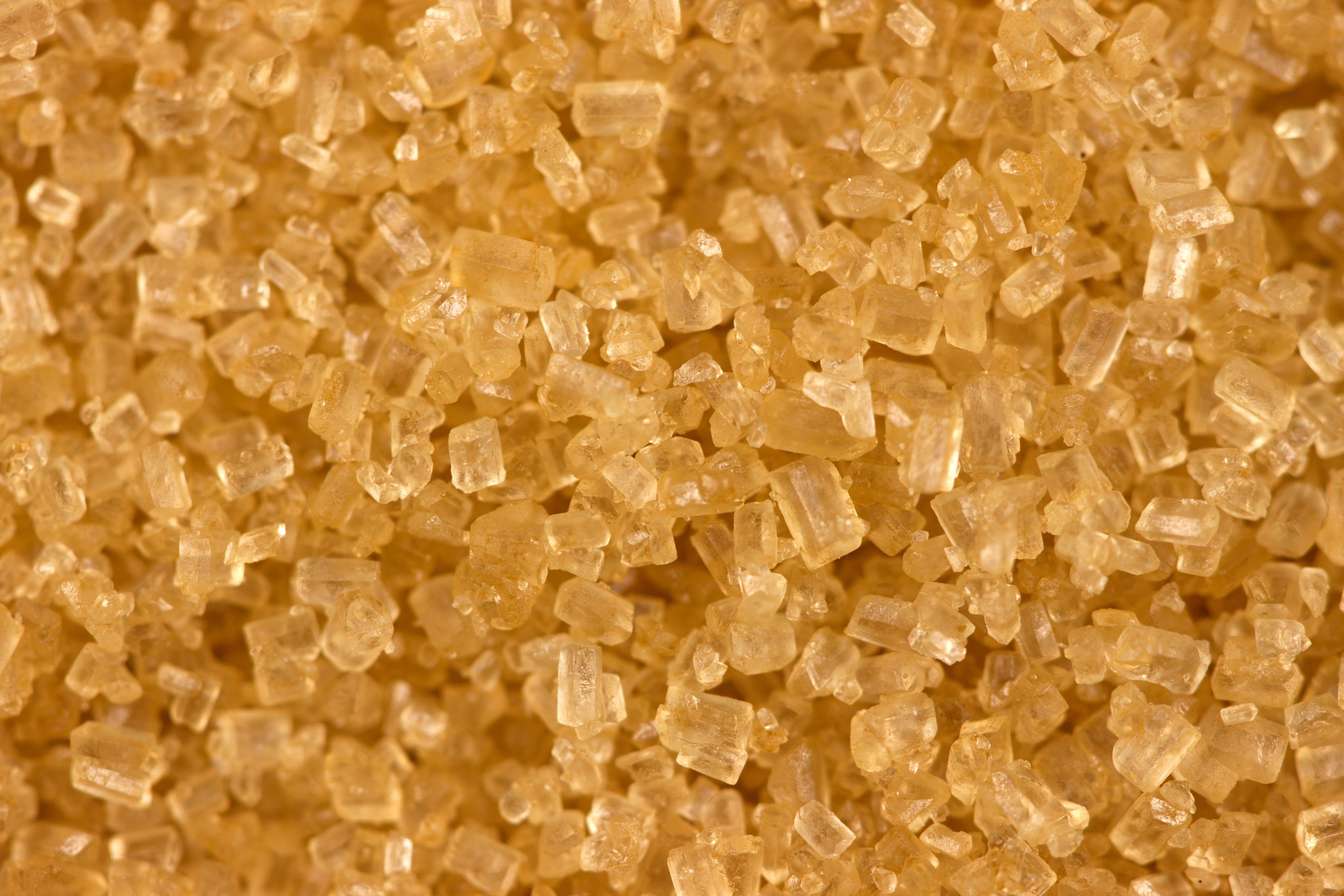
Demerara-Zuckerkristalle

Demerara-Zucker (auch Demerera-Zucker) ist der Überbegriff für eine spezielle Art von Rohrzucker. Er besteht aus großen Kristallen und weist einen Melassegehalt von ca. 2 bis 3 % auf. 
Demerara ist normalerweise von brauner Farbe, der ursprünglichen Farbe von Rohrzucker. Die Herkunftsbezeichnung stammt von der damals niederländischen Kolonie Demerara, wo der Zucker zunächst fast ausschließlich produziert wurde. Heute hat sich der Großteil der Produktion nach Mauritius verlagert.
Demerara-Zucker wird oft beim Backen oder zum Süßen von Getränken wie Tee oder Kaffee verwendet.